# دراهومیر کادلتس
دراهومیر کادلتس (چکی: Drahomír Kadlec؛ زادهٔ ۲۹ نوامبر ۱۹۶۵) بازیکن هاکی روی یخ اهل چکسلواکی است.